# Parque de las Palmeras (Melilla)
El Parque de las Palmeras es un parque urbano ubicado en las afueras de la ciudad de Melilla, una ciudad autónoma española en el norte de África. Fue inaugurado en 2010 y es conocido por la variedad de especies vegetales que alberga, así como por ser un importante espacio de esparcimiento para los residentes de la ciudad.

## Historia
Fue inaugurado en 2010, como parte de los esfuerzos por mejorar y ampliar las zonas verdes de Melilla. Su construcción respondió a la necesidad de crear un espacio recreativo en las afueras de la ciudad, promoviendo la integración de diversas especies vegetales, tanto autóctonas como tropicales, adaptadas al clima local.
A lo largo de su desarrollo, el parque ha sido diseñado para ser un lugar accesible para la comunidad, promoviendo la sostenibilidad y la conservación del medio ambiente. Desde su apertura, ha sido un lugar de recreo utilizado por los habitantes de Melilla, así como por visitantes.

## Descripción
El Parque de las Palmeras se extiende en las afueras de Melilla y se caracteriza por la diversidad de su vegetación, que incluye una variedad de palmeras junto con otras especies autóctonas y tropicales. El diseño del parque busca ofrecer un entorno natural que sea tanto estéticamente agradable como funcional, proporcionando un espacio adecuado para la recreación al aire libre.
El parque cuenta con amplias zonas de césped, senderos para caminar, bancos para descanso y áreas de juegos infantiles. Su configuración permite disfrutar de espacios sombreados y frescos, siendo un lugar adecuado para realizar actividades recreativas o simplemente descansar en un ambiente tranquilo.
El Parque de las Palmeras también es un espacio para la observación de la fauna local, con diversas especies de aves y pequeños animales que habitan en el área.